# Maturidismo
El Maturidismo  (al-māturīdīyya en árabe: الماتريدية‎) es una escuela kalam de teología sunita parecida a la teología Ash'ari, tanto en su metodología como en sus opiniones teológicas. Fue fundado por Abu Mansur al-Maturidi y afirma ser el heredero del dogma establecido por el jurista Al-Tahawî, heredero del dogma de Imâm Abu Hanîfah. Fue la escuela teológica generalmente adoptada por juristas Hanafí a través de los tiempos. Está considerado uno de los credos sunitas ortodoxos junto con la escuela Ash'ari. Māturīdism ha sido la orientación teológica predominante entre Hanafis y Ahl al-Ray (gente de razón) y gozó de un estatus preeminente en el Imperio otomano y el imperio mogol. Fuera del antiguo imperio otomano y mogol, muchas tribus túrquicas y musulmanas asiáticas también creen en esta teología.
En 2016, un concilio, inaugurado por el gran imán de la mezquita de al-Azhar, Ahmed el-Tayeb, que reunió a 200 personalidades sunitas de todo el mundo, se reunió para definir la identidad de aquellos que se dieron a conocer como «la gente sunita», a diferencia de los diferentes grupos considerados como confundidos. Al final de su trabajo, los dignatarios sunitas acordaron que, al nivel del credo, los maturiditas son realmente la gente del sunismo.

## Creencias
El Maturidismo sostiene que:
- Todos los atributos de Dios son eternos y no están separados de Dios.[4]
- La ética tiene una existencia objetiva y el ser humano es capaz de reconocerla a través de la razón.[5]
- Aunque el humano es intelectual capaz de realizar a Dios, necesita revelaciones de los Profetas, porque el deseo humano puede desviar su intelecto.[4]
- Los humanos son libres para determinar sus acciones en el alcance de las posibilidades dadas por Dios. En consecuencia, Dios creó todas las posibilidades, pero el ser humano es libre de elegir. Concepto conocido como ocasionalismo.[4]
- El Corán es la palabra de Dios no creada, sin embargo, luego toma forma (en sonido o letras) si se crea.
- Los seis artículos de la fe.[6]
- Las autoridades religiosas necesitan argumentos razonables para probar sus afirmaciones.[7]
- Soporte de ciencia y de la filosofía islámica.[7]
- Los Maturidis afirman que iman (fe) no aumenta ni disminuye según las obras de uno; es más bien la taqwa (piedad) que aumenta y disminuye. Los Ash'aris dicen que la fe misma aumenta o disminuye según las acciones de uno.[8]